# Calle 34 (Manhattan)
La calle 34 es una calle principal del borough de Manhattan en la Ciudad de Nueva York, que conecta el Túnel Lincoln y el Túnel Queens-Midtown. Como muchas de las calles principales de Nueva York, tiene sus propias rutas de autobuses (M16 y M34) y cuatro estaciones de metro de la ciudad de Nueva York del servicio A, C y E en la Octava Avenida, el servicio 1, 2 y 3 en la Séptima Avenida, el servicio B, D, F, V, N, Q, R, W en los trenes de PATH en Herald Square y los trenes del servicio 6 en la Avenida Park.

## Sitios de interés situados en la calle 34
- Jacob K. Javits Convention Center
- Manhattan Center
- Hammerstein Ballroom
- New Yorker Hotel
- One Penn Plaza
- Penn Station
- Macy's
- Herald Square
- Empire State Building
- Sy Syms School of Business
- New York Estonian House
- St. Vartan Cathedral
- Rusk Institute of Rehabilitation Medicine del Centro Médico de New York University.